# Valeriy Vasilenko
Valeriy Vasilenko, ros. Валерий Васильевич Василенко, Walerij Wasiljewicz Wasilenko (ur. 30 czerwca 1950, Uzbecka SRR, zm. 18 stycznia 2008, Uzbekistan) – uzbecki piłkarz pochodzenia rosyjskiego, grający na pozycji pomocnika lub napastnika, trener piłkarski.

## Kariera piłkarska
W 1967 rozpoczął karierę piłkarską w zespole amatorskim Taszkentkabel Taszkent. W 1969 został piłkarzem Metallurga Olmaliq. W 1971 został zaproszony do Paxtakoru Taszkent. Rozegrał tylko 2 mecze, dlatego latem 1972 odszedł do FK Yangiyer. W 1975 przez pół roku występował w Zwiezdie Perm, po czym wrócił do klubu z Yangiyer, który już nazywał się Meliorator Yangiyer. W 1976 zakończył karierę piłkarza.

## Kariera trenerska
Po zakończeniu kariery piłkarza rozpoczął pracę szkoleniowca. Najpierw pomagał trenować Traktor Taszkent. W latach 1987–2008 prowadził kluby Xonqi Xonqa, FK Kosonsoy, Jayxun Urgencz, Ximik/Kimyogar Olmaliq, Soʻgʻdiyona Dżyzak, Atlaschi Margʻilon i Mashʼal Muborak.

## Sukcesy i odznaczenia

### Sukcesy piłkarskie
Meliorator Yangiyer
- mistrz Wtoroj ligi ZSRR, strefy 2: 1976